# سامسونگ گلکسی آ۲۳
سامسونگ گلکسی آ۲۳ (انگلیسی: Samsung Galaxy A23) یک تلفن هوشمند مبتنی بر اندروید است که توسط سامسونگ الکترونیکس طراحی، تولید و عرضه شده‌است. از این گوشی در ۴ مارس ۲۰۲۲ رونمایی شد.

## طراحی

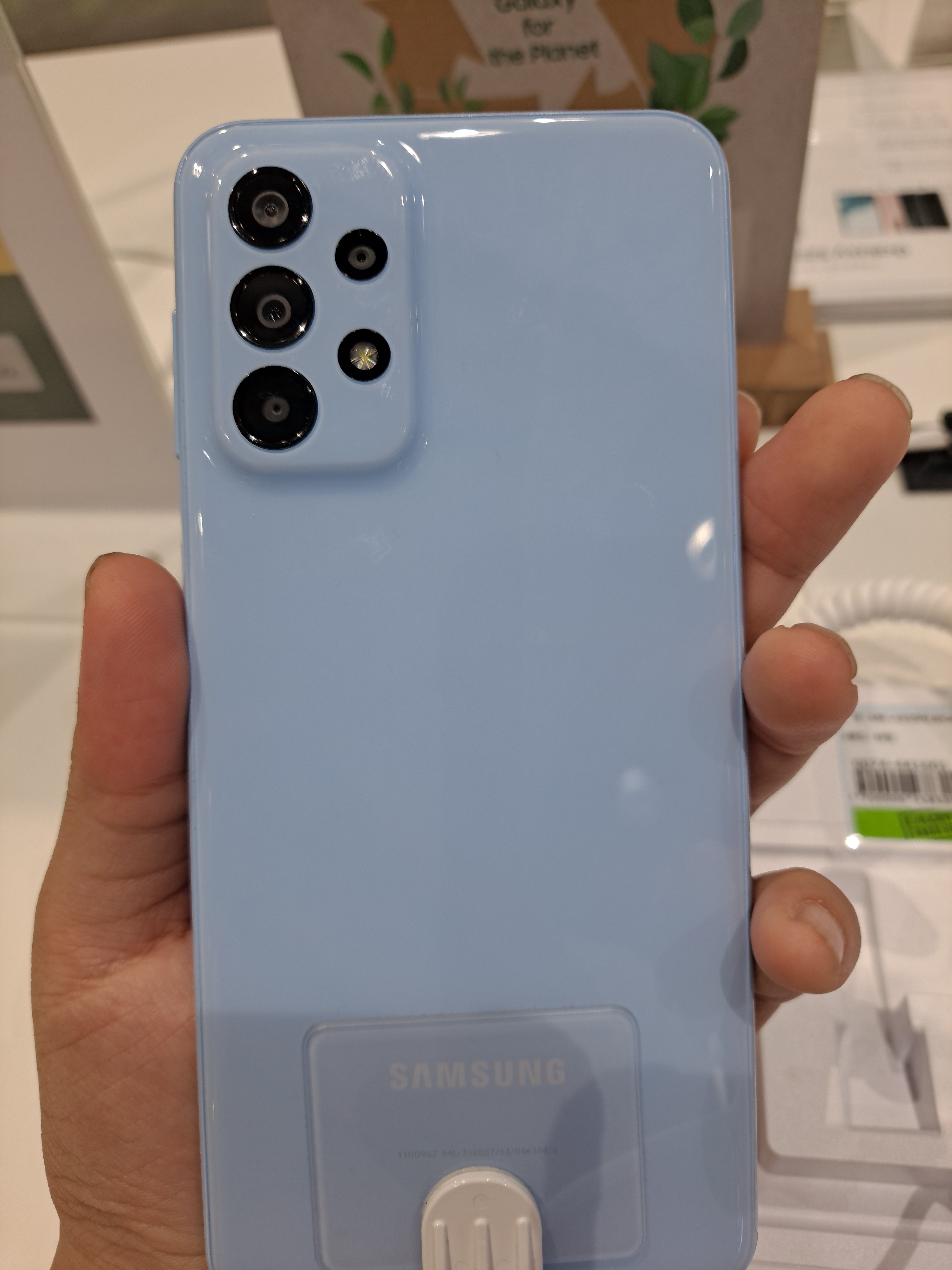
سامسونگ گلکسی آ۲۳ در رنگ آبی

صفحه نمایش این گوشی با کورنینگ گوریلا گلس ۵ پوشانده شده‌است. پنل پشتی و کناری آن از جنس پلاستیک براق است
طراحی این گوشی هوشمند شبیه به سامسونگ گلکسی آ۳۳ ۵جی است.
در پایین گوشی سوکت شارژ یواس‌بی سی، بلندگو، میکروفون و جک ۳٫۵ میلی‌متری صدا وجود دارد. میکروفون دوم نیز در بالا قرار دارد. بسته به نسخه، یک خشاب برای ۱ سیم کارت و یک کارت حافظه میکرو اس‌دس تا ۱ ترابایت یا یک خشاب برای ۲ سیم کارت و یک کارت حافظه میکرو اس‌دی تا ۱ ترابایت در این گوشی وجود دارد. در سمت راست دکمه‌های تنظیم صدا و دکمهٔ قفل این گوشی قرار دارند و حسگر اثرانگشت نیز در این گوشی در داخل نمایشگر قرار دارد.
گلکسی آ۲۳ در ۴ رنگ مشکی، سفید، آبی و هلویی به فروش می‌رسد.
| رنگ | نام   |
| --- | ----- |
|     | مشکی  |
|     | سفید  |
|     | آبی   |
|     | هلویی |

## مشخصات

### سخت‌افزار
گلکسی آ۲۳ یک گوشی هوشمند با شکل اسلیت است که ابعاد آن ۱۶۴٫۵ در ۷۶٫۹ در ۸٫۴ میلی‌متر و وزن آن ۱۹۵ گرم است.
این دستگاه مجهز به اتصال GSM, HSPA و LTE و Wi-Fi 802.A/b/g/n/ac دو باند با پشتیبانی بلوتوث 5 Wi-Fi Direct و پشتیبانی نقطه اتصال است و از ۰ با A2DP و LE, GPS با A-GPS, BeiDou, Galileo و GLONASS و NFC نیز پشتیبانی می‌کند. این گوشی همچنین دارای پورت USB-C2.0 و ورودی جک ۳٫۵ میلی‌متری صدا است
این گوشی از نمایشگر لمسی ۶٫۶ اینچی تخت از نوع TFT LCD Infinity-V با گوشه‌های گرد و وضوح ۱۰۸۰ در ۲۴۰۸ پیکسل FHD+ بهره می‌برد.
باتری لیتیوم پلیمری ۵۰۰۰ میلی‌آمپر ساعتی این گوشی قابل جداسازی توسط کاربر نیست. گلکسی آ۲۳ همچنین از شارژ فوق سریع ۲۵ وات پشتیبانی می‌کند.
چیپست این گوشی از نوع کوالکام اسنپ‌دراگون ۶۸۰ (SM6225) و با پردازنده مرکزی ۸ هسته‌ای (چهار هستهٔ ۲٫۴ گیگاهرتز Kryo 265 Gold و چهار هستهٔ ۱٫۹ گیگاهرتز Kryo 265 Siler) است. حافظهٔ داخلی آن ۶۴ یا ۱۲۸ گیگابایت از نوع 5.1 eMMC و قابل ارتقا با microSD تا ۱ ترابایت است؛ حافظهٔ رم آن نیز ۴، ۶ یا ۸ گیگابایت است (بسته به نسخه انتخابی).
دوربین پشتی دارای سنسور اصلی ۵۰ مگاپیکسلی با گشودگی دیافراگم f/1.8 است. دوربین آن مجهز به فوکوس D-SLR-Focus با فوکوس خودکار PDAF، حالت HDR و حالت فلاش LED است که می‌تواند تا ۱۰۸۰پی با ۳۰ فریم در ثانیه ضبط کند. دوربین سلفی آن نیز مجهز به یک سنسور ۸ مگاپیکسلی است.

### نرم‌افزار
گلکسی آ۲۳ با سیستم‌عامل اندروید ۱۲ و رابط‌کاربری وان یوآی ۴٫۱ عرضه شد.